# A. E. Meeussen
Achille Emile Meeussen (1912-1978) fue un lingüista y africanista belga.

## Biografía
Nacido en 1912 y de nacionalidad belga, estudió en la Universidad Católica de Lovaina. Fue miembro de distintas organizaciones de estudios africanos. Fue estudioso de las lenguas bantúes, entre otras, pues también se interesó por ejemplo en las lenguas amerindias. Meeussen, que impartió clases en la propia Universidad de Lovaina, fue autor de obras como Esquisse de la langue Ombo (1952), Linguistische schets van het Bangubangu (1954), Essai de grammaire rundi (1959). o Éléments de Grammaire Lega (1971), entre otras. Falleció en 1978.